# STS-130
STS-130 var en flygning i USA:s rymdfärjeprogram till Internationella rymdstationen ISS, som genomfördes med rymdfärjan Endeavour. Starten skedde 8 februari 2010 kl. 10.14 svensk tid och landningen skedde den 22 februari 2010 kl. 04.20 svensk tid. Man levererade den sista Nodemodulen Tranquility (Node 3) och utsiktsplatsen Cupola, som är en ESA-byggd modul med sju fönster (STS-130 logotyp).

## Aktiviteter

### Innan uppskjutning
Den 11 december 2009 rullade Endeavour över från sin hangar till Vehicle Assembly Building. Hon blev där monterad på sin externa bränsletank och rullade ut till startplatta 39A den 6 januari 2010.

### Aktiviteter dag för dag

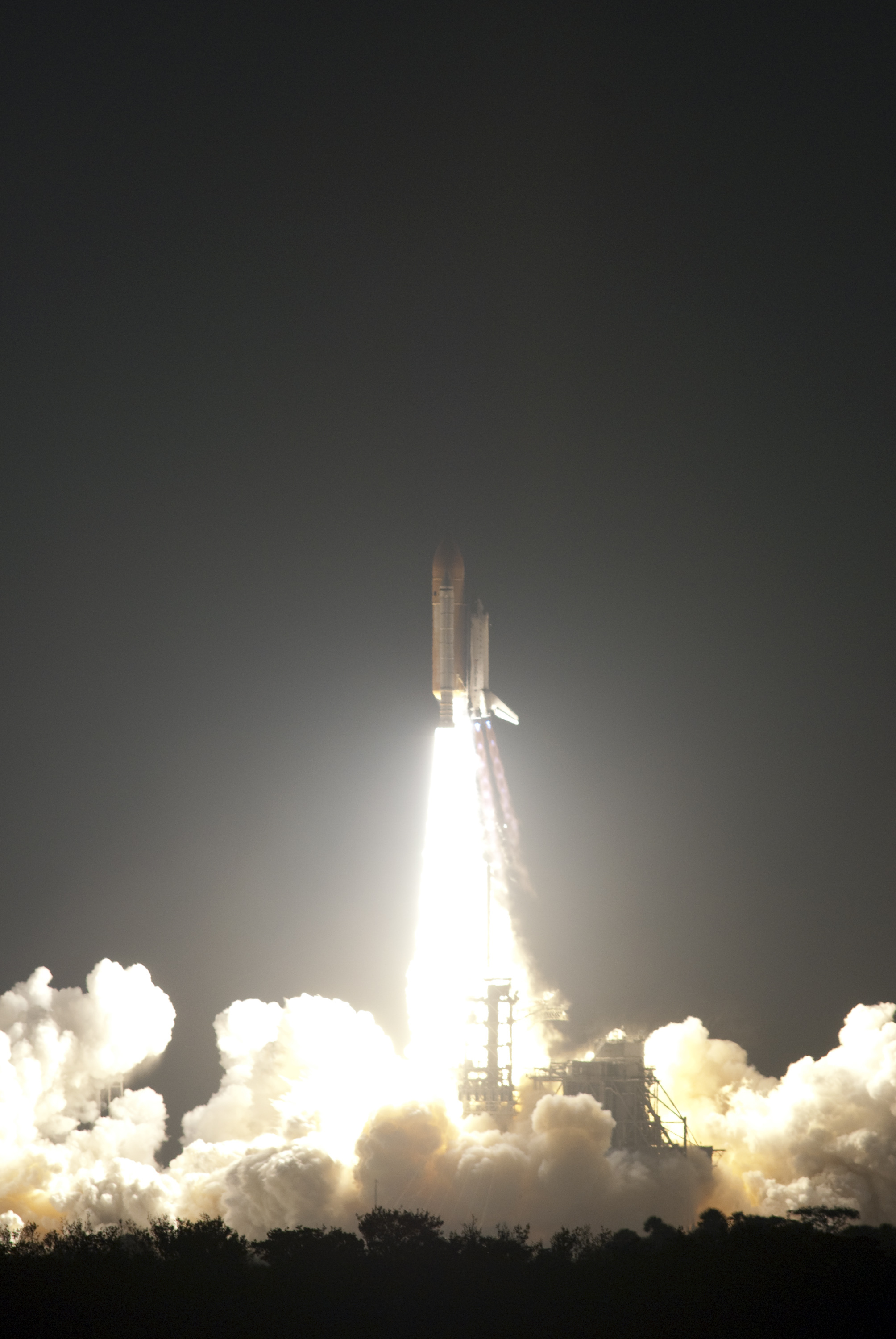
Endeavour lyfter från Kennedy Space Center den 8 februari 2010 kl. 10.14 svensk tid.

Dag 1: Endeavour lyfte kl. 10.14 svensk tid från Kennedy Space Center. Färden till rymden gick enligt planerna och besättningen öppnade lastrumsdörrarna samt förberedde robotarmen för kontrollen av värmesköldarna.
Dag 2: Besättningen undersöker Endeavours värmeskyddsköldar med hjälp av robotarmen. Man går även igen den utrustning som ska användas under de tre planerade rymdpromenaderna, samt att man förbereder dockningen med ISS.
Dag 3: Endeavour dockade med ISS kl. 06.09 svensk tid. När färjan befann sig under stationen så utförde befälhavaren George Zamka en bakåtflip med Endeavour så besättningen på ISS kunde ta fotografier av färjans undersida. När alla läcktester mellan farkosterna var klara kunde luckorna öppnas och de två besättningarna kunde påbörja välkomstceremonin.
Dag 4: Besättningen arbetar med att föra över förnödenheter från Endeavour till ISS, de får även en stor del av dagen ledig. Behnken och Patrick förbereder för EVA 1.
Dag 5: Den första rymdpromenaden utfördes utan några problem. Besättningen har fortsatt med att överföra förnödenheter från Endeavour till ISS, samt saker från ISS till Endeavour som ska med tillbaka till jorden.
Dag 6: Besättningen öppnade för första gången luckan in till den nya modulen Tranquility. Man har även förberett inför EVA 2.
Dag 7: Den andra rymdpromenaden utfördes utan några större problem. Man har fortsatt arbetet inne i Tranquility modulen samt att uppdraget har blivit förlängt med 1 dag.
Dag 8: Cupola flyttades till sin rätta plats bredvid Tranquility. Skydden för fönstren skulle komma att monteras bort efter den tredje rymdpromenaden då även det sista arbetet från utsidan skulle komma att göras.
Dag 9: Pressurized Mating Adapter 3 (PMA3) flyttades från Harmoni modulen till sin nya plats i Tranquility. Dagen bestod även av ledig tid innan förberedelserna inför EVA 3 satte igång.
Dag 10: Den tredje och sista rymdpromenaden utfördes utan några problem. Skyddspanelerna på Cupolas fönster togs bort enligt planerna.
Dag 11: Besättningen fortsatte med överföringsarbetet som då var 75% klart. Man hade även en telekonferens med president Barack Obama och några skolelever. Man använde sedan Endeavours styrraketer för att få ISS i rätt bana, då stationen inte har några egna motorer.
Dag 12: De sista överföringsarbetena blev klara under dagen. Rymdfärjans besättningen hade tillsammans med ISS besättning en presskonferens med NASA samt japanska reportrar. Efter detta hade besättningarna en sista måltid tillsammans innan förberedelserna inför utdockningen påbörjades.
Dag 13: Endeavour utdockade från ISS kl. 01.54 svensk tid. Piloten Terry Virts flög färjan under utdockningen och flög sedan ett varv runt ISS så besättningen kunde ta nya fotografier på stationen.
Dag 14: Besättningen gick igenom alla sista förberedelser innan landningen som var planerad för flygdag 15 kl. 04.20 svensk tid. Allt tekniskt samt värmesköldarna var felfria.
Dag 15: Endeavour landade på bana 15 på Kennedy Space Center kl. 04.20 svensk tid utan några problem. Därmed avslutade Endeavour uppdraget samt hennes 24:e uppdrag till rymden. Endeavour har nu bara en planerad flygning kvar innan hon pensioneras.

### Rymdpromenader
EVA 1: Huvuduppgiften var att docka och installera Node 3 och Cupola med ISS. Ledningar drogs och lades utanpå Node 3. Plattformen OTP togs bort. Behnken och Patrick utför rymdpromenaden. 
EVA 2: Huvuduppgiften under den andra rymdpromenaden var att förlänga och koppla in nya kylledningar till Node 3. Isolationsplattor monterades utanpå Node 3. Behnken och Patrick utför rymdpromenaden.
EVA 3: Kablar som omlokaliserats till Node 2 under flygdag 9  flyttas tillbaka till Node 3 under den tredje rymdpromenaden. Cupolas skyddspaneler på fönsterrutorna tas bort samt att kablar installeras. Behnken och Patrick utför rymdpromenaden.

## Besättning
- USA George D. Zamka befälhavare. Tidigare rymdfärder STS-120
- USA Terry W. Virts pilot. Inga tidigare rymdfärder.
- USA Bob Behnken uppdragsspecialist. Tidigare rymdfärder STS-123
- USA Nicholas Patrick uppdragsspecialist. Tidigare rymdfärder STS-116
- USA Kathryn P. Hire uppdragsspecialist. Tidigare rymdfärder STS-90
- USA Stephen K. Robinson uppdragsspecialist. Tidigare rymdfärder STS-85, STS-95, STS-114

## Väckningar
Under Geminiprogrammet började NASA spela musik för besättningar och sedan Apollo 15 har man varje "morgon" väckt besättningen med ett särskilt musikstycke, särskilt utvalt antingen för en enskild astronaut eller för de förhållanden som råder.
| Dag | Låt                                          | Artist/Kompositör                 | Spelad för          | Länk     |
| --- | -------------------------------------------- | --------------------------------- | ------------------- | -------- |
| 2   | "Give Me Your Eyes"                          | Brandon Heath                     | Terry Virts         | wav, mp3 |
| 3   | "Katmandu"                                   | Bob Seger                         | George Zamka        | wav, mp3 |
| 4   | "Also sprach Zarathustra"                    | Richard Strauss                   | Nicholas Patrick    | wav, mp3 |
| 5   | "Beautiful Day"                              | U2                                | Kathryn P. Hire     | wav, mp3 |
| 6   | "The Ballad of Serenity" (tema från Firefly) | Sonny Rhodes                      | Bob Behnken         | wav, mp3 |
| 7   | "Too Much Stuff"                             | Delbert McClinton                 | Stephen K. Robinson | wav, mp3 |
| 8   | "Forty Years On (Harrow School song)"        | Edward Ernest Bowen & John Farmer | Nicholas Patrick    | wav, mp3 |
| 9   | "Parabola"                                   | Tool                              | Bob Behnken         | wav, mp3 |
| 10  | "Window on the World"                        | Jimmy Buffett                     | Kathryn P. Hire     | wav, mp3 |
| 11  | "Oh Yeah"                                    | Johnny A.                         | Stephen K. Robinson | wav, mp3 |
| 12  | "I'm Gonna Be (500 Miles)"                   | Steven Curtis Chapman             | Terry Virts         | wav, mp3 |
| 13  | "In Wonder"                                  | Newsboys                          | Terry Virts         | wav, mp3 |
| 14  | "The Distance"                               | Cake                              | hela besättningen   | wav, mp3 |
| 15  | "The Marines Hymn"                           | United States Marine Corp. Band   | George Zamka        | wav, mp3 |

## Galleri

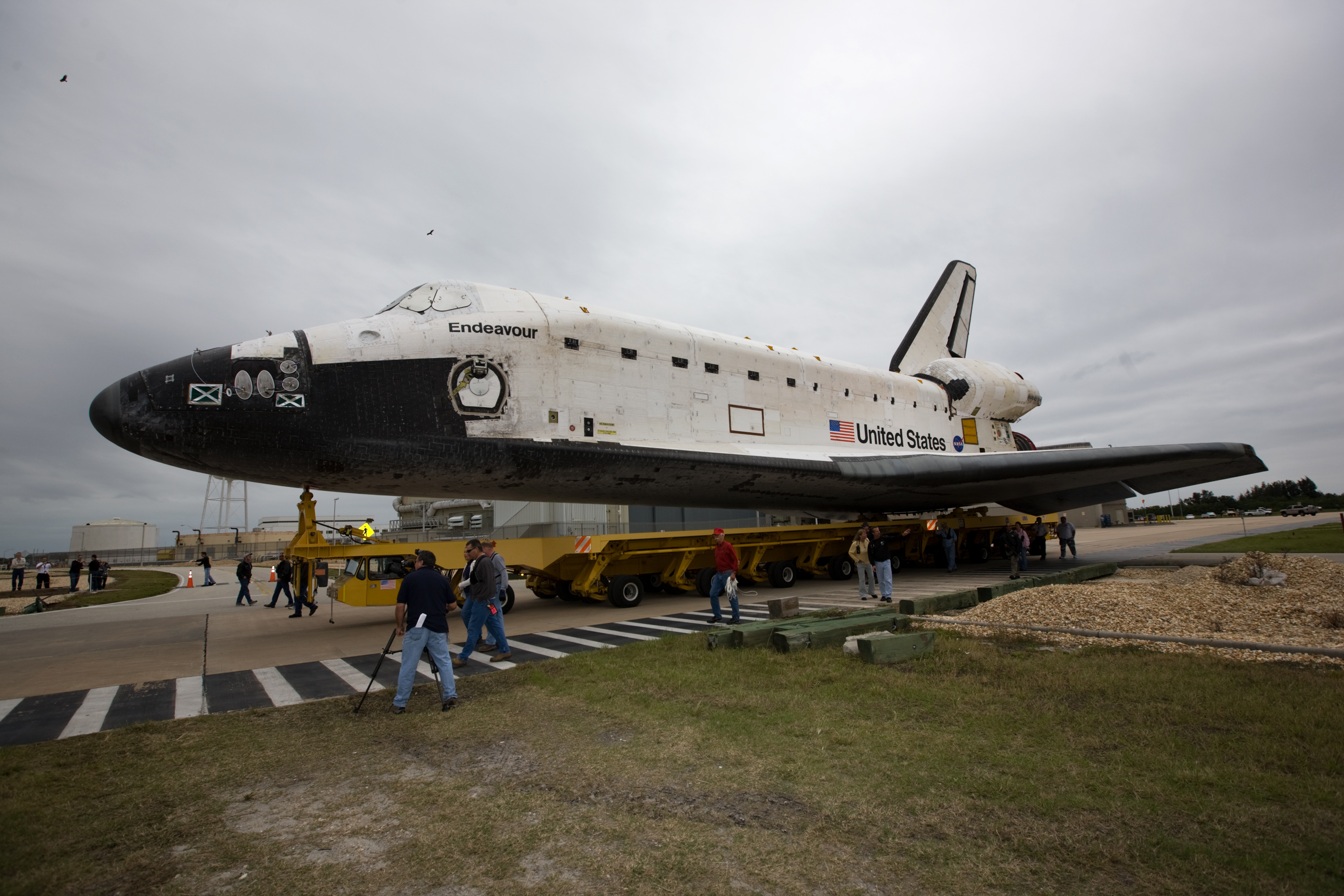
Endeavour rullar över från sin hangar till VAB.
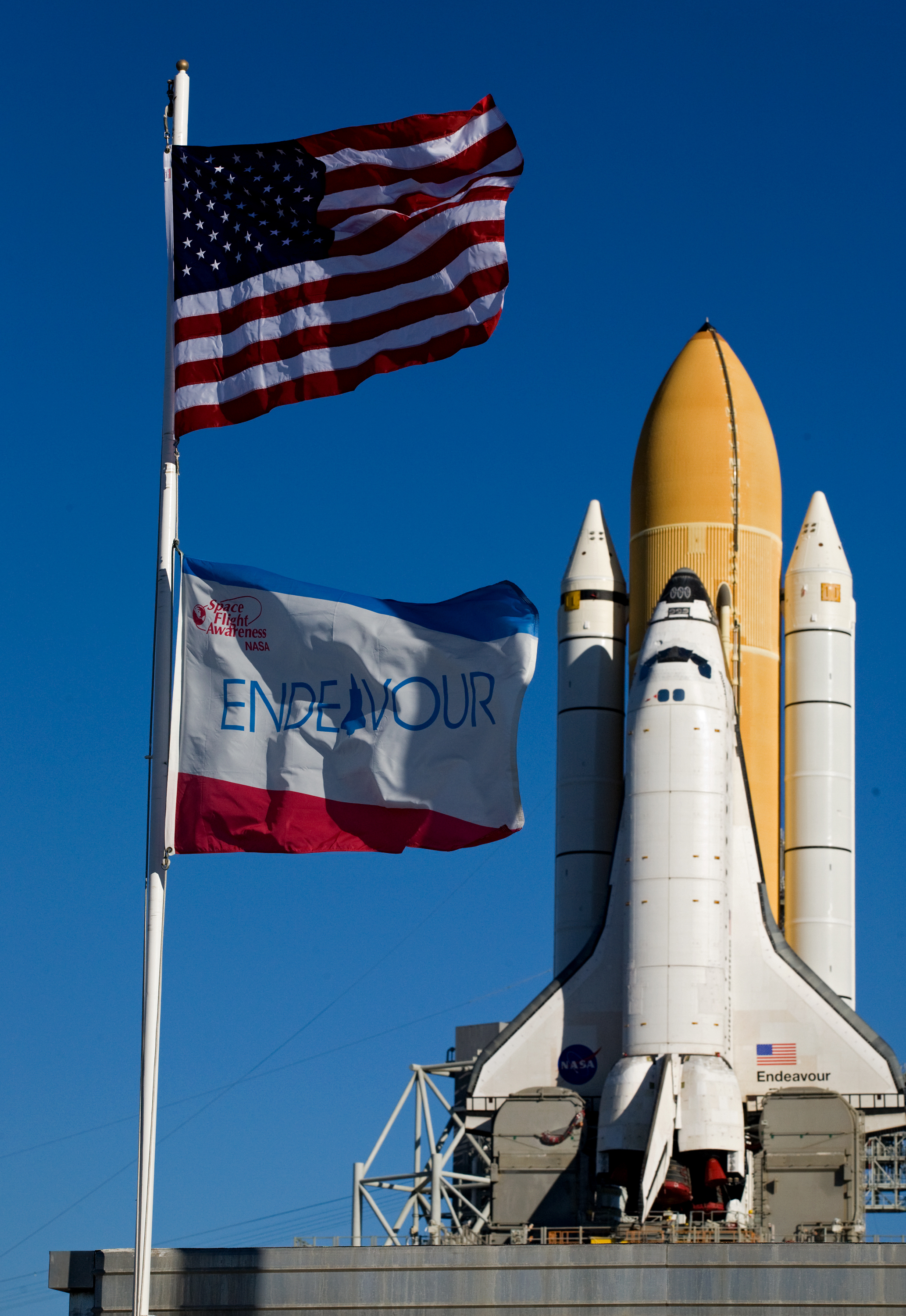
Endeavour på väg till startplattan.
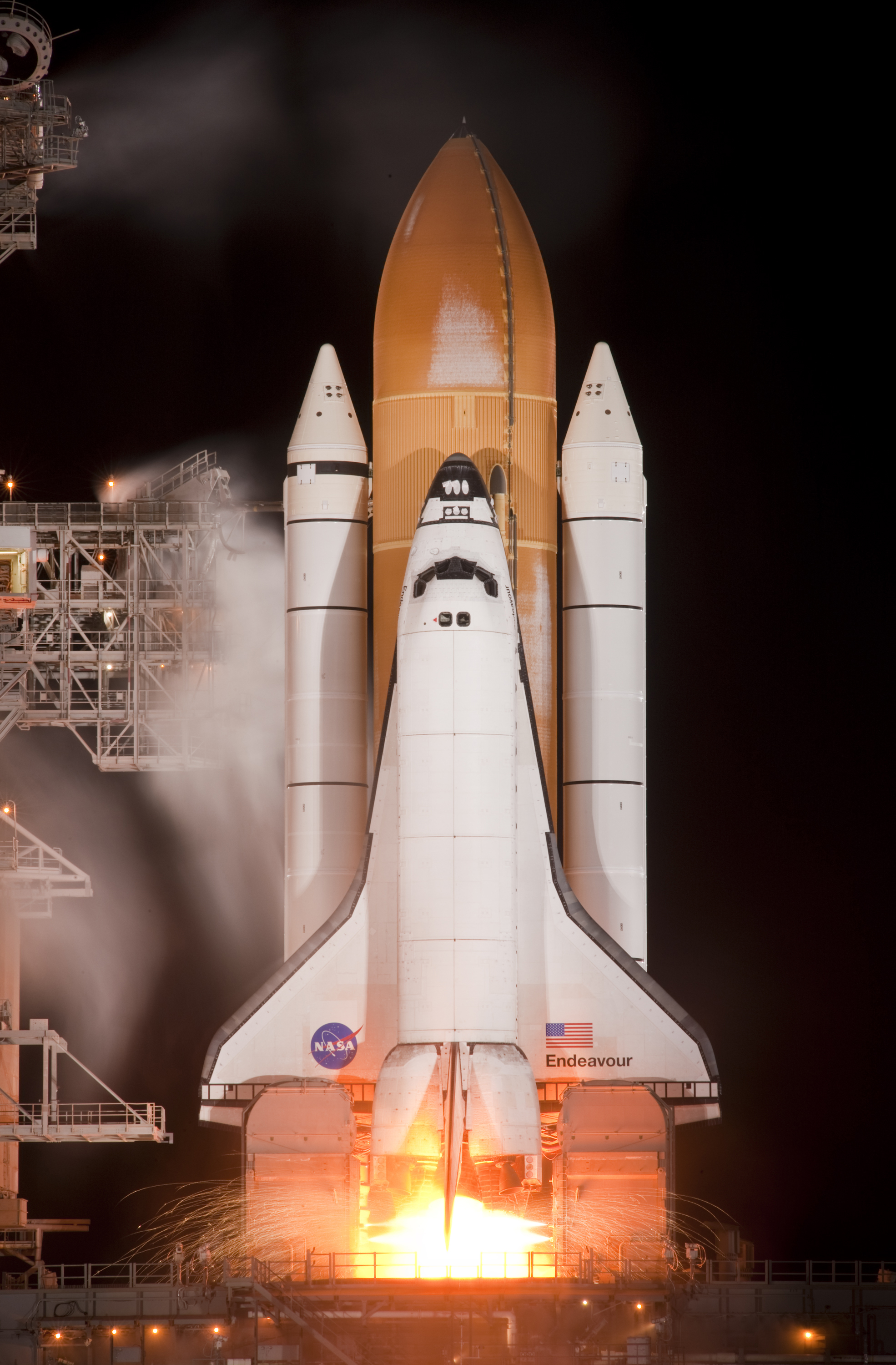
Endeavours huvudmotorer startar.
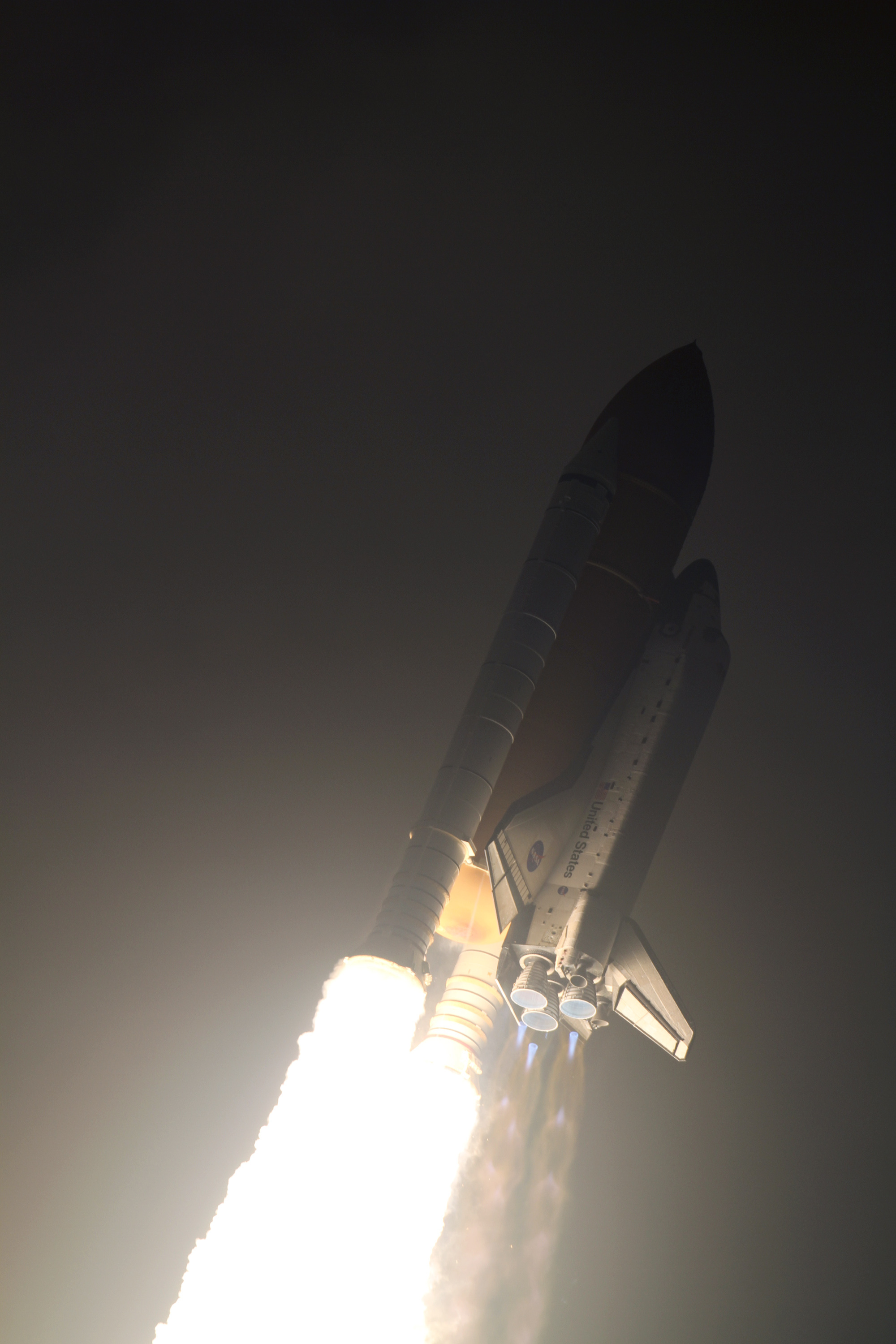
Endeavour några sekunder efter start.
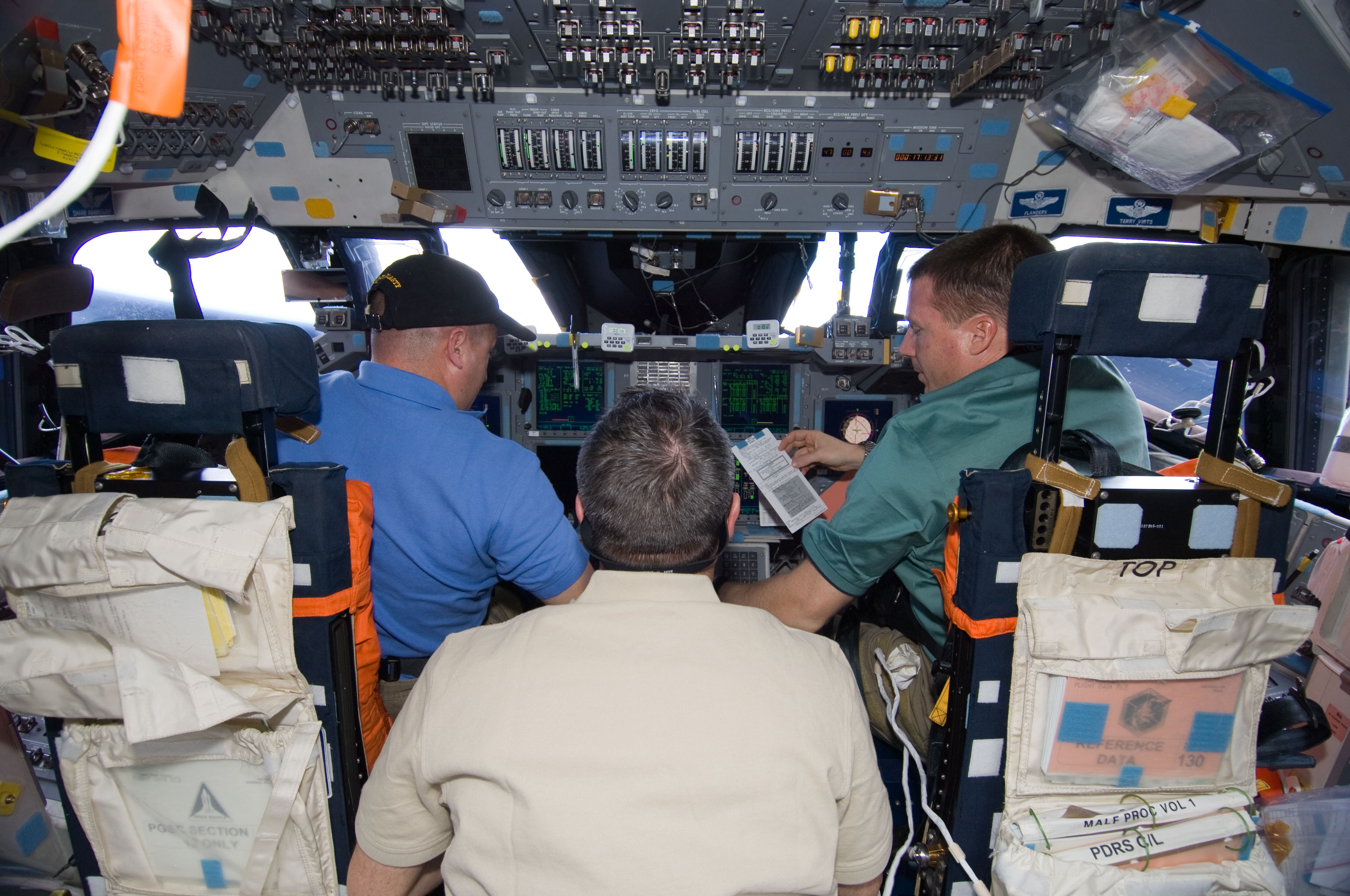
Arbete på flygdäck under flygdag 1.
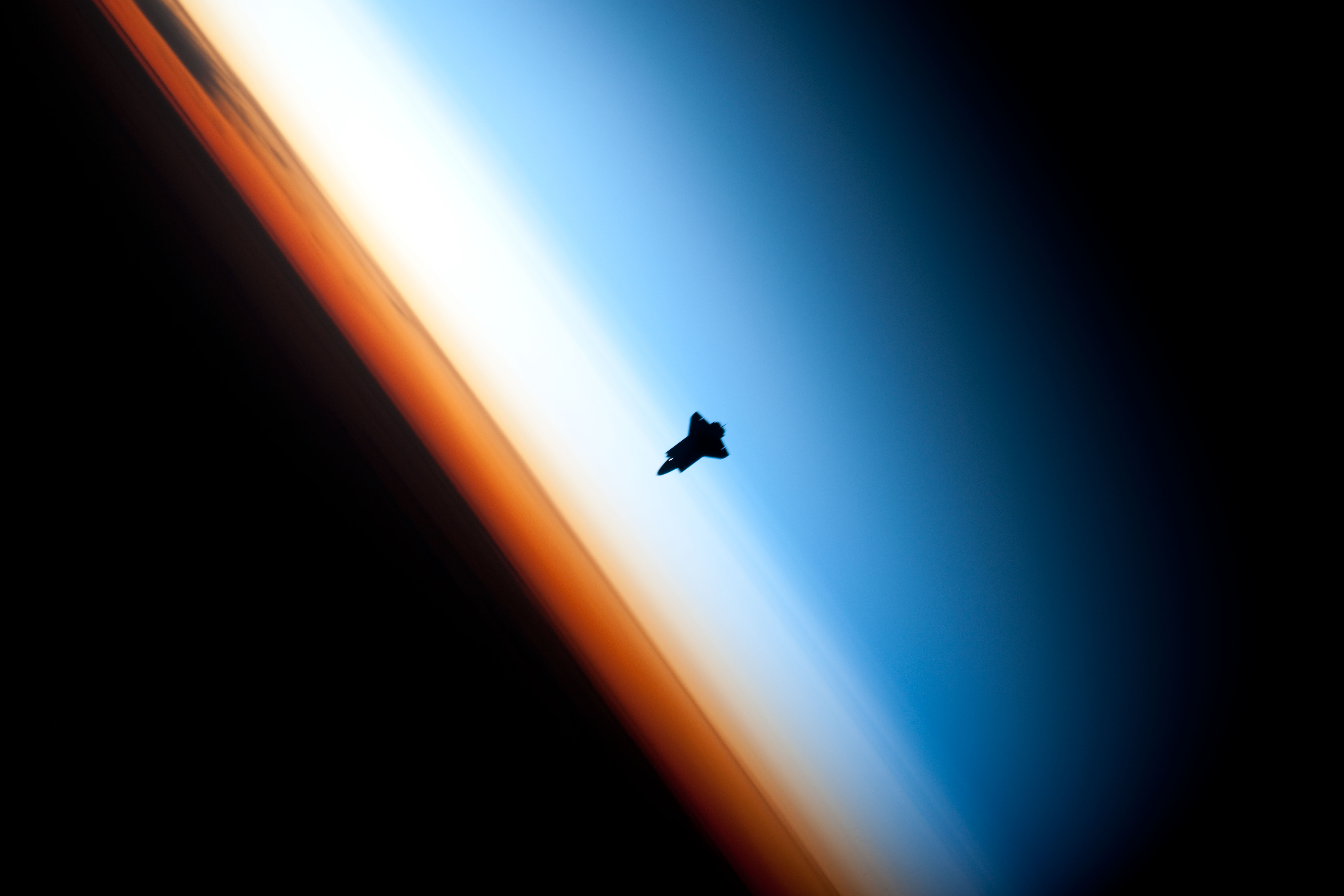
Endeavour närmar sig ISS.
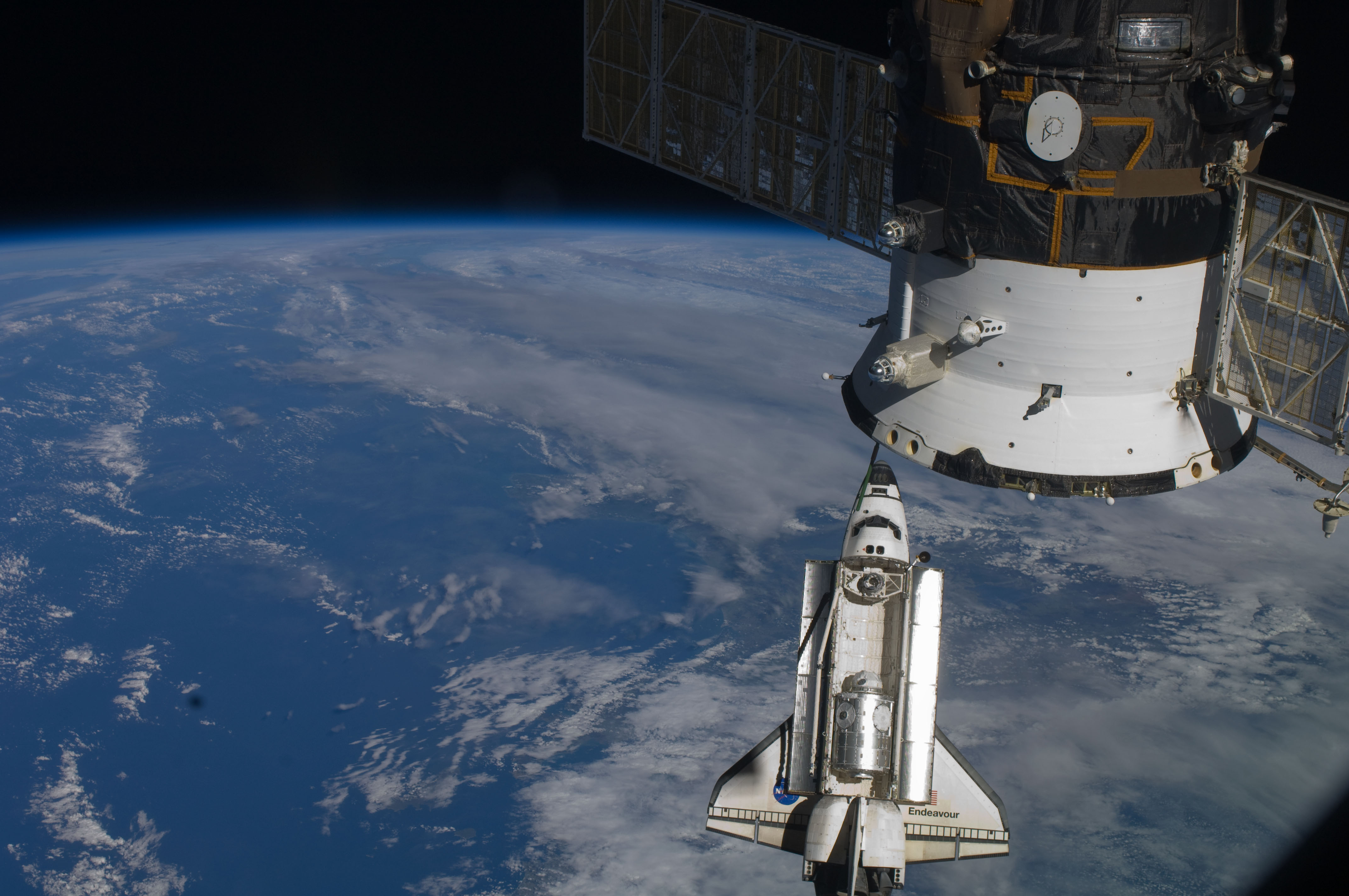
Inför dockning.
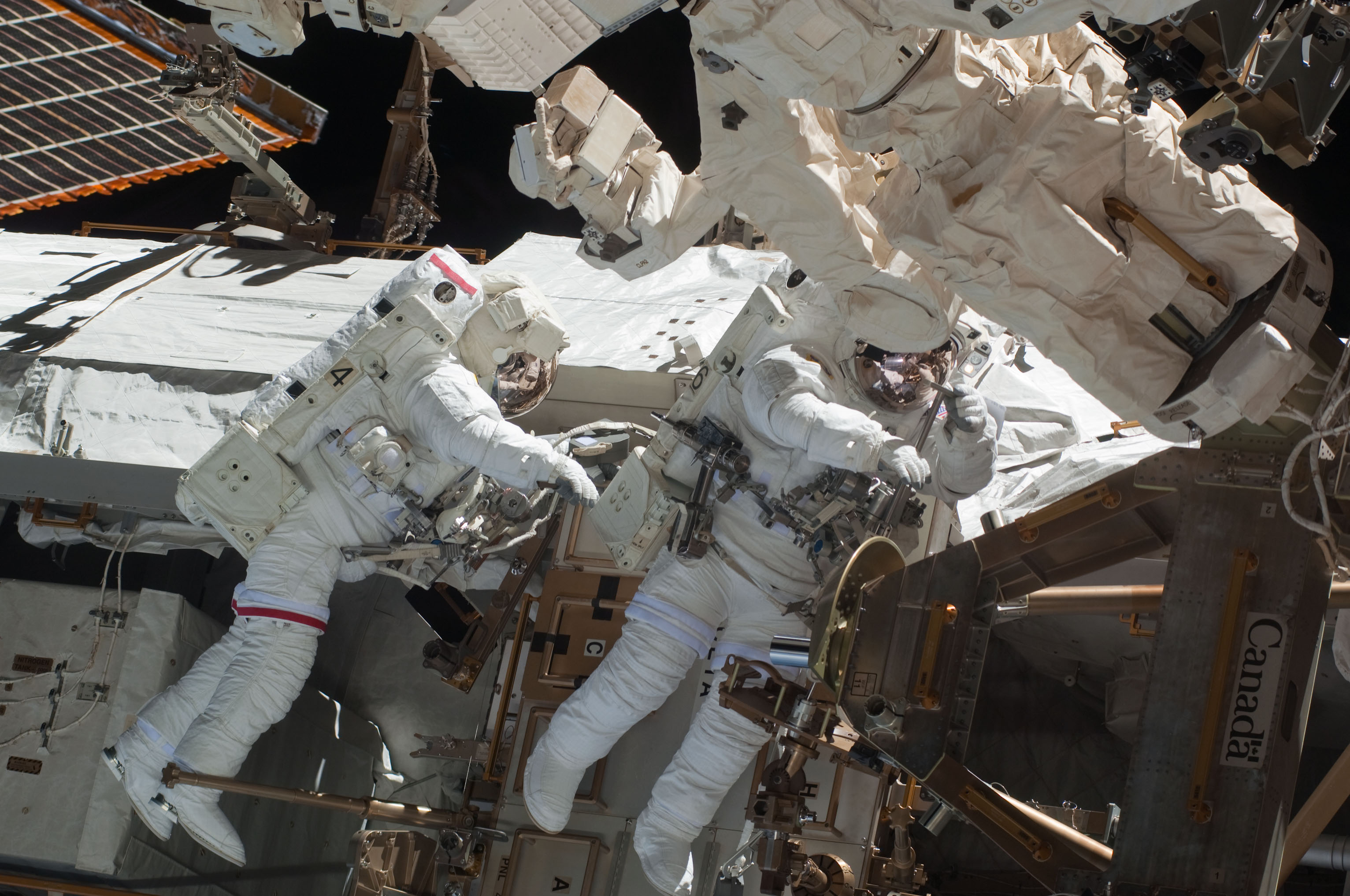
Behnken och Patrick under EVA 1.
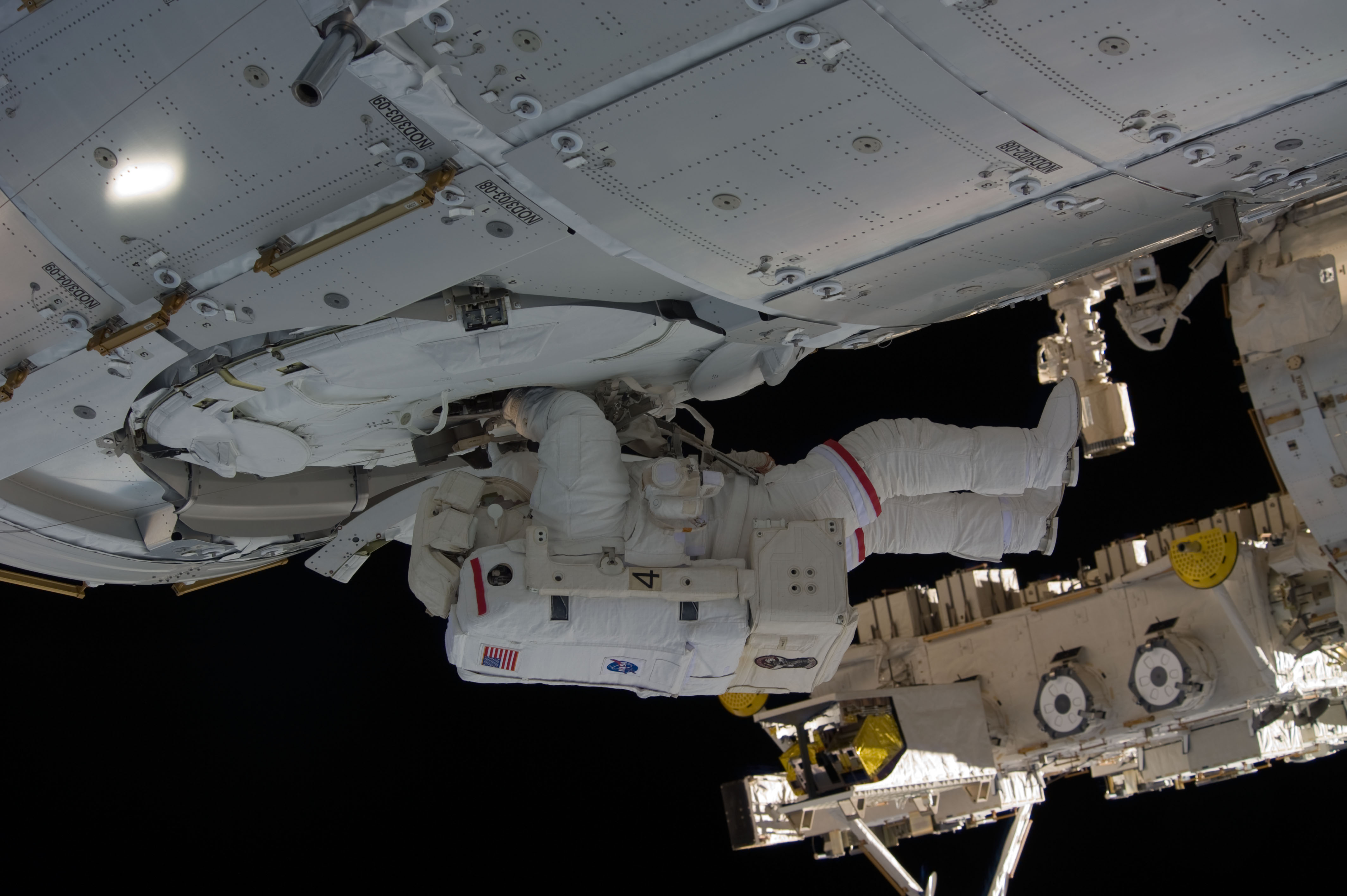
Behnken under EVA 2.
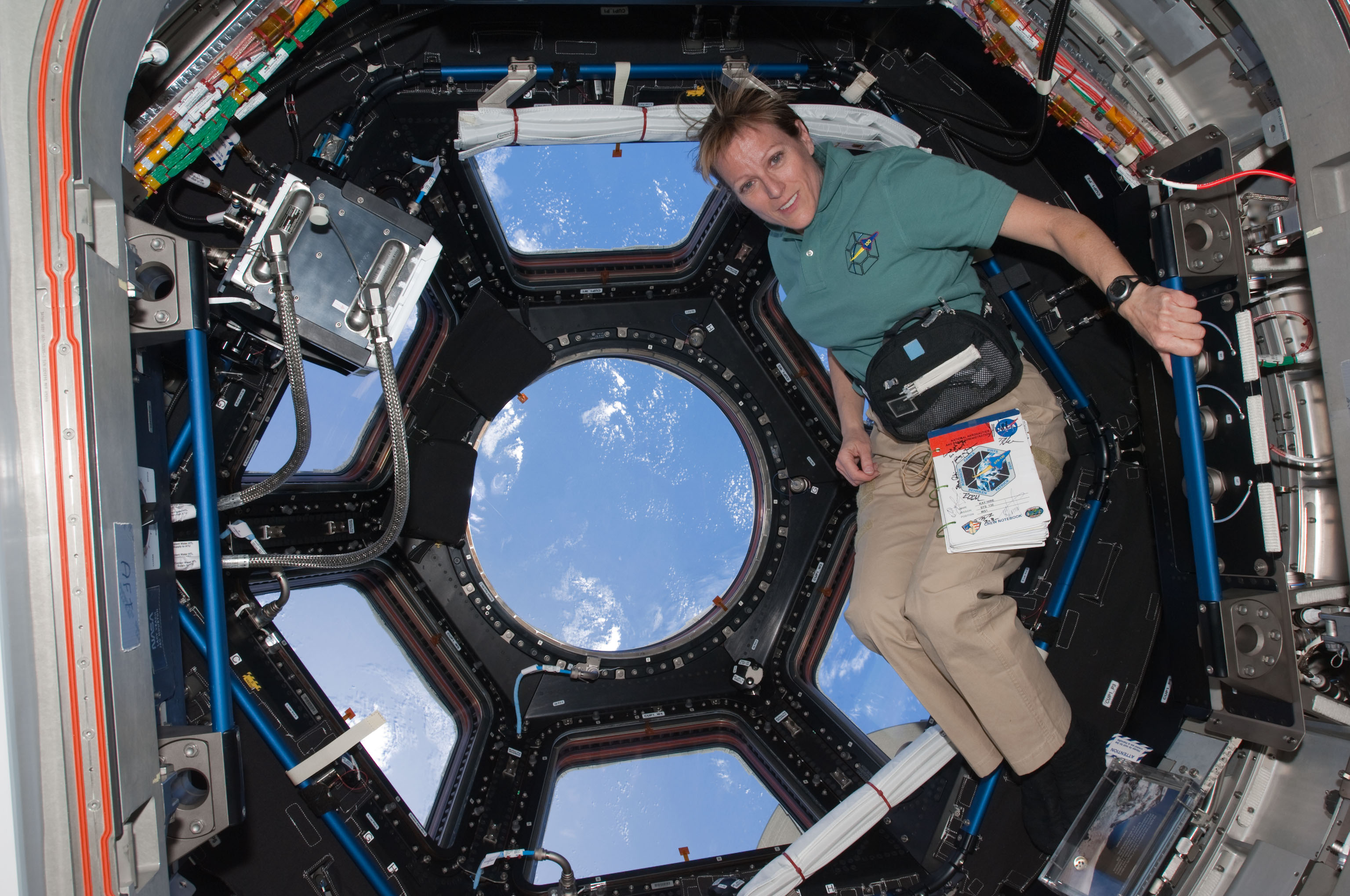
Kathryn Hire i den nyanlända Cupola modulen.
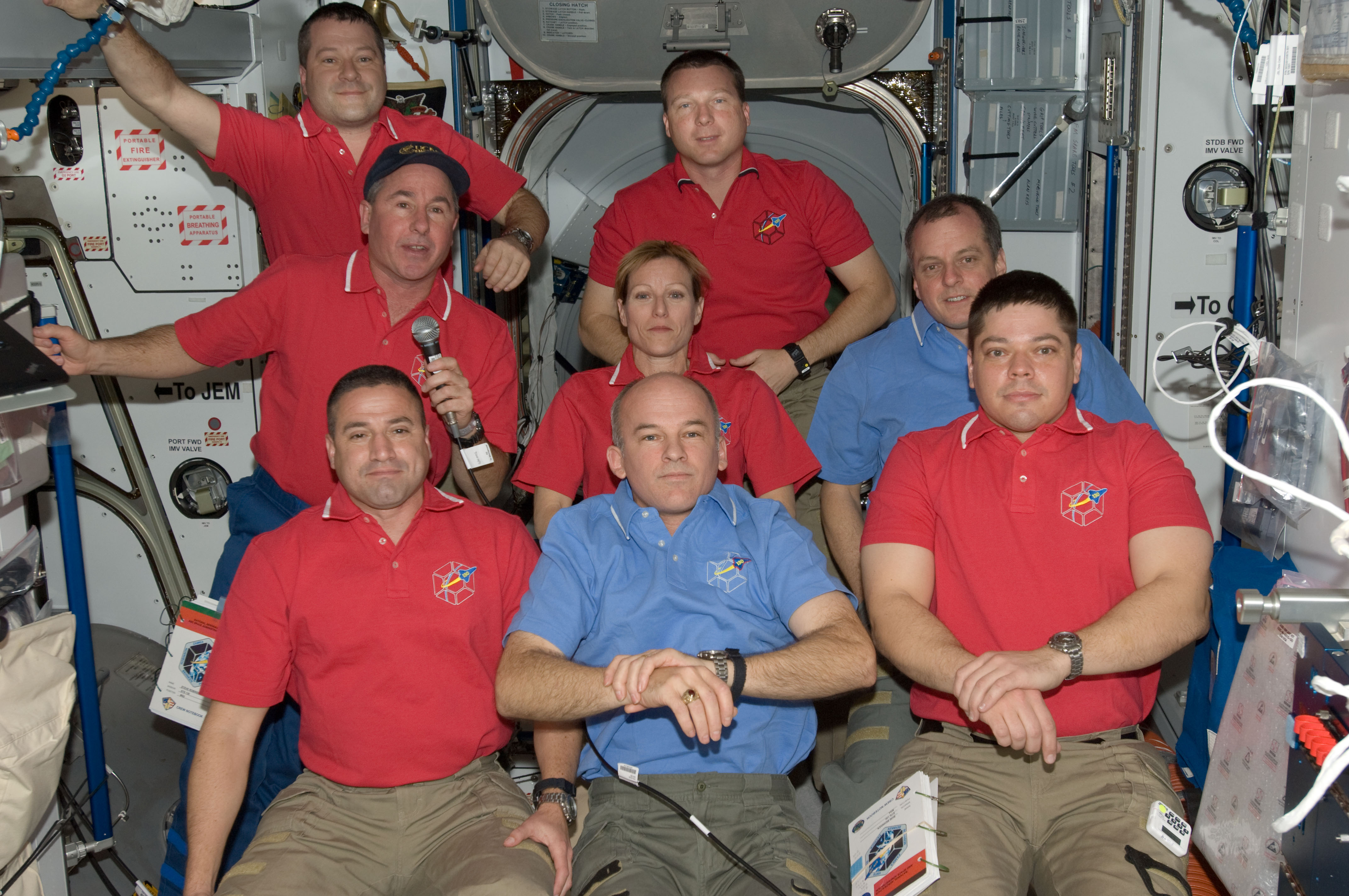
De båda besättningarna under en presskonferens.
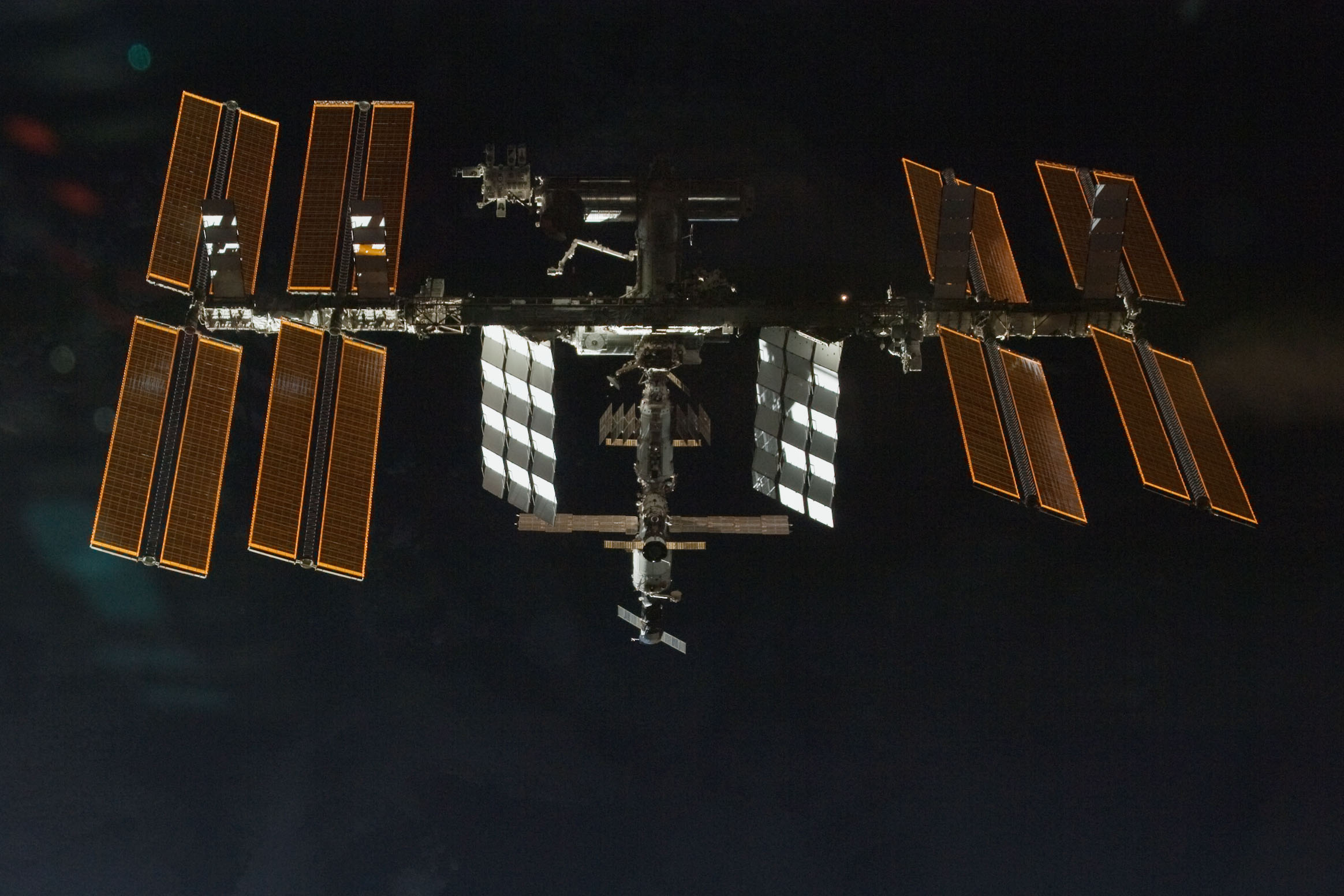
ISS sedd från Endeavour efter utdockningen.
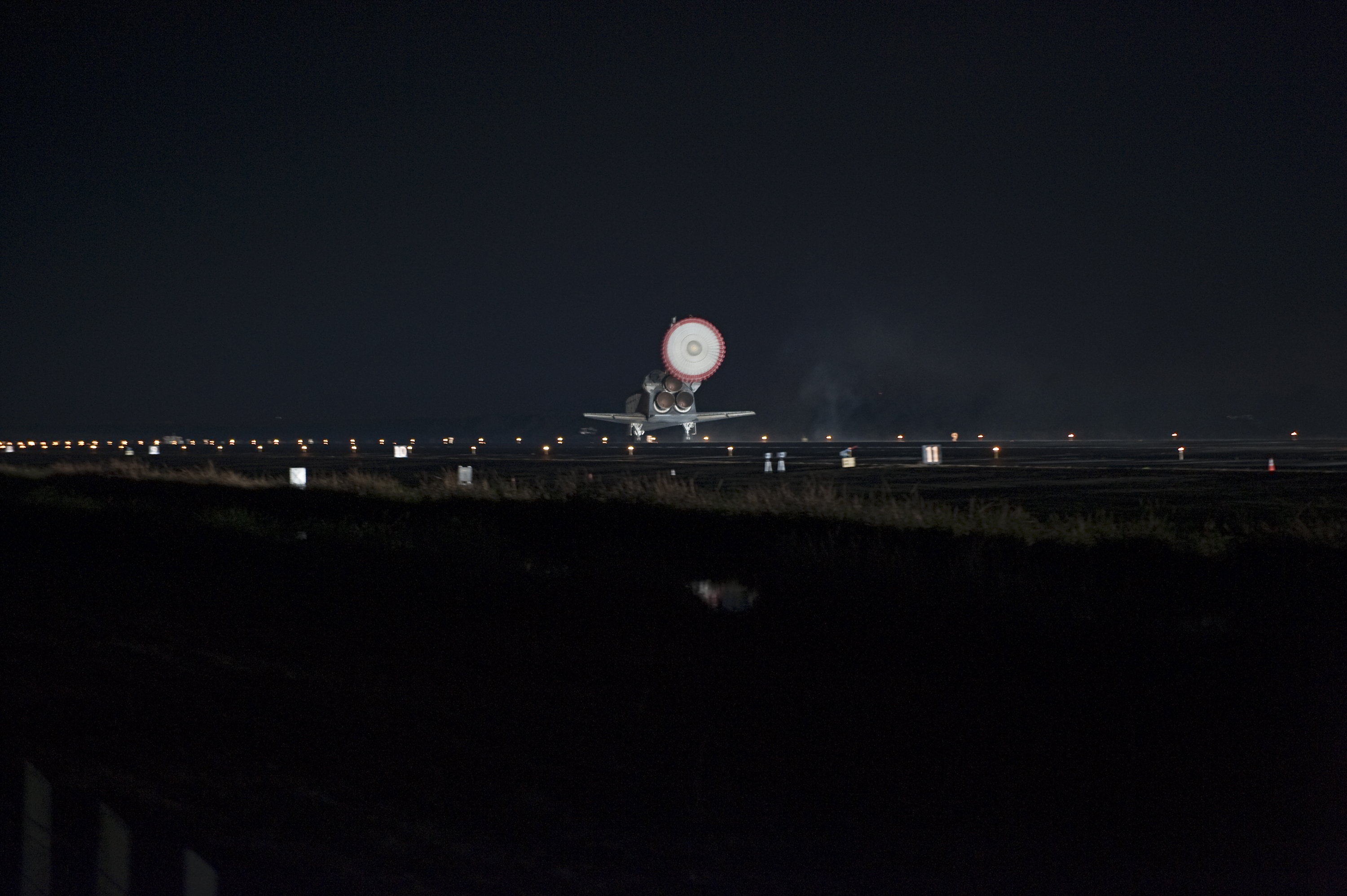
Endeavour landar efter ett lyckat uppdrag.
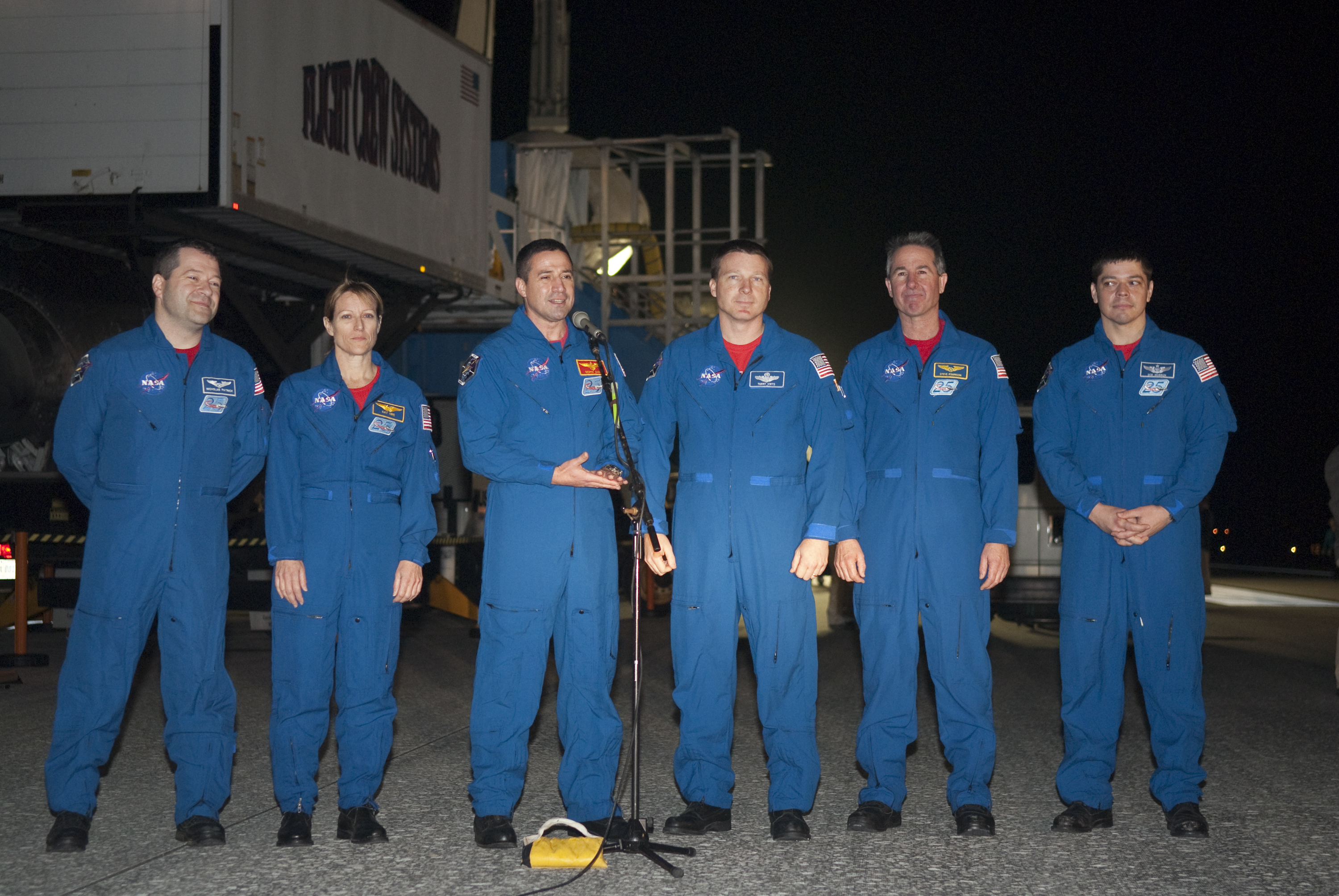
Besättningen har en sista presskonferens efter landningen.